# Вітамін E
Вітамін E — група жиророзчинних біологічно активних сполук (токофероли та токотрієноли), що проявляють антиоксидантні властивості.

## Загальні відомості
Вітамін E накопичується головним чином в жировій тканині. 

Біологічне визначення вітаміну E проводять на вагітних щурах. Одержуючи корм з нестачею токоферола, щури не можуть виносити плід до кінця терміну, і той або народжується мертвим, або розсмоктується в матці.
Інша функція вітаміну E полягає в підтримці м'язового тонусу у молодих тварин. Вітамін E є антиоксидантом і, зокрема, запобігає окисленню і руйнуванню вітаміну A.
У людини, особливо у дітей, недостача вітаміну E призводить до швидкого руйнування еритроцитів і анемії. Було документально підтверджено, що похідне вітаміну Е з вкороченим бічним ланцюгом індукує апоптоз пухлинних клітин, змінює потенціал мітохондріальної мембрани, а також регулює певні апоптотичні білки, що відносяться до факторів росту. .
Зв'язок між вітаміном E і репродукцією людини не доведений. Рекомендована щоденна доза вітаміну E в перерахунку на альфа-токоферол становить 10 міліграм.

## Отримання в промисловості
У концентрованому вигляді токофероли одержують шляхом високовакуумної перегонки природних рослинних олій. Основними природними джерелами вітаміну E служать зелене листя рослин, а також бавовняна, арахісова, соєва і пшенична олії. Хорошим джерелом цього вітаміну є також маргарин, приготований з рослинної олії. Промисловістю випускається і синтетичний альфа-токоферол.